# AeroVironment Switchblade
Le Switchblade est un drone suicide conçu par AeroVironment et employé par plusieurs armes de l'armée américaine. Suffisamment compact pour tenir dans un sac à dos, ce type de drones est lancé par un tube lance-missiles, vole vers l'objectif, et s'écrase sur sa cible en faisant détoner sa charge explosive. Introduit en 2011, le drone original a été renommé Switchblade 300 après l'introduction du Switchblade 600 antiblindage en 2020.
Outre l'armée américaine, des Switchblades équipent l'armée britannique, l'armée française (2023, version 300), et depuis mai 2022, l'armée ukrainienne,.

## Variantes

### Switchblade 300

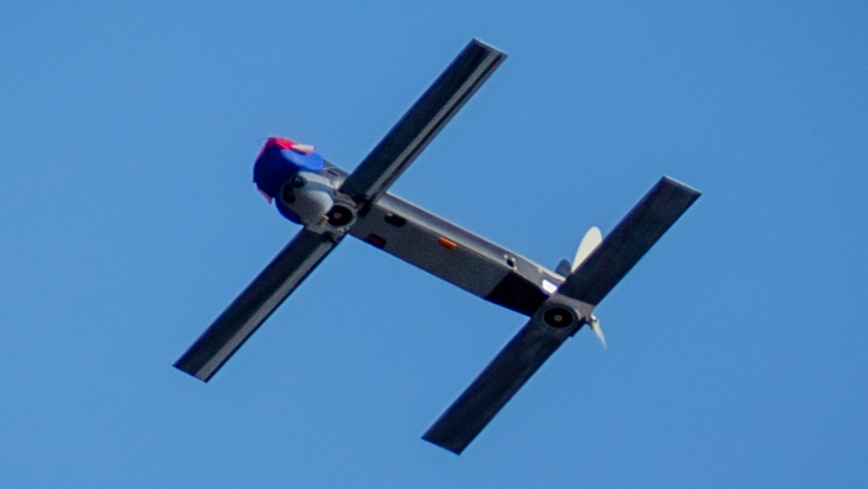
Un Switchblade 300 en vol en 2021.

Le Switchblade 300 est conçu comme un drone irrécupérable pour augmenter la puissance de feu de précision des unités d'infanterie de la taille d'un peloton. Sa mallette de transport et le lanceur mesurent ensemble 61 cm de long et pèsent 2,7 kg, ce qui le rend suffisamment petit et léger pour être transporté par un soldat. Le nom Switchblade (en anglais « couteau à cran d'arrêt ») provient de la manière dont les ailes à ressort sont repliées à l'intérieur d'un tube et se déplient une fois qu'elles sont en vol. Il peut être contrôlé dans un rayon de 10 km mais sa petite taille limite son autonomie à 10 minutes. Cela le rend inadapté aux rôles de reconnaissance, mais il est utile pour traiter à peu de frais des cibles à longue portée et apporter du soutien aux unités bloquées par des tirs ennemis. Le Switchblade utilise une caméra couleur et une localisation GPS pour identifier, suivre et engager des cibles, tout en pouvant programmer une trajectoire de collision. Son ogive porte une charge explosive équivalente à une grenade de calibre 40 mm pour détruire les véhicules blindés légers et le personnel. Si une situation entraîne l'annulation d'une frappe, l'opérateur peut annuler sa première instruction du Switchblade et redéfinir une cible. Le drone est propulsé par un moteur électrique, de sorte que sa petite taille et son vol silencieux le rendent très difficile à détecter ou à tenter d'intercepter, ce qui lui permet de se rapprocher d'une cible à 157 km/h. Le Switchblade utilise la même station de contrôle au sol (GCS) que les autres drones AeroVironment, notamment le Wasp (en), le RQ-11 Raven et le RQ-20 Puma (en). Cela permet d'associer de petits drones plus endurants pour rechercher des cibles avec le même contrôleur avant de lancer le Switchblade pour les détruire,,.

### Switchblade 600
Le Switchblade 600 pèse 23 kg, mais est portable et peut être installé en 10 minutes. Il est conçu pour voler à 40 km en 20 minutes, puis patrouiller pendant encore 20 minutes, ce qui lui donne une portée totale de 80 km, et attaquer à une vitesse de 185 km/h, emportant une ogive antiblindage à charge creuse (type Javelin) destinée à neutraliser les véhicules blindés. Un système de contrôle de tir basé sur une tablette à écran tactile peut contrôler le drone manuellement ou de manière autonome. Ce système est sécurisé via des liaisons de données cryptées embarquées et un GPS avec SAASM (en) au système de désactivation breveté. Un module de liaison de données numériques (DDL) de poche en option permet des engagements au-delà de 90 km. D'autres méthodes pourraient inclure une version à batterie de six lanceurs montée sur véhicule et une autre à lancement aérien,,.
Le plus grand Switchblade pourrait être équipé d'une ogive antichar tout en ayant une portée plus longue et en coûtant moins cher que les missiles antichars comme le Javelin,.

### BlackWing
Présentée pour la première fois en 2015, une variante non armée du Switchblade 300 avec une masse et des dimensions semblables a été développée pour la United States Navy afin de fournir une ISR (Intelligence, Surveillance, Reconnaissance) rapide ainsi qu'un relais de commande et de contrôle des opérations parmi les navires et sous-marins habités ou non. Il peut être déployé à partir d'un sous-marin submergé, d'un navire de surface ou d'un lanceur terrestre mobile,.